# Domaine de Kōriyama
Le domaine de Kōriyama (郡山藩, Kōriyama-han) est un domaine japonais de l'époque d'Edo ayant connu divers propriétaires. Il est situé dans l'ancienne province de Yamato, aujourd'hui préfecture de Nara. Son centre était le château de Kōriyama, situé dans l'actuelle ville de Yamatokōriyama.

## Liste desdaimyos
- Clan Mizuno, 1615-1619 (fudai daimyo ; 60 000 koku)

1. Mizuno Katsushige

- Clan Matsudaira (Okudaira), 1619-1639 (shimpan daimyo ; 120 000 koku)

1. Matsudaira Tadaaki

- Clan Honda, 1639-1679 (fudai daimyo ; 150 000→120 000 koku)

1. Honda Masakatsu, 1639-1671
2. Honda Masanaga, 1671-1679
3. Honda Tadakuni, 1679

- Clan Matsudaira (Fuji), 1679-1685 (shimpan daimyo ; 120 000 koku)

1. Matsudaira Nobuyuki

- Clan Honda, 1685-1723 (fudai daimyo ; 120 000→50 000 koku)

1. Honda Tadahira, 1685-1695
2. Honda Tadatsune, 1695-1709
3. Honda Tadanao, 1709-1717
4. Honda Tadamura, 1717-1722
5. Honda Tadatsura, 1722-1723

- Clan Yanagisawa, 1724-1871 (fudai daimyo ; 151 000 koku)

1. Yanagisawa Yoshisato, 1724-1745
2. Yanagisawa Nobutoki, 1745-1773
3. Yanagisawa Yasumitsu, 1773-1811
4. Yanagisawa Yasuhiro, 1811-1838
5. Yanagisawa Yasuoki, 1838-1848
6. Yanagisawa Yasunobu, 1848-1871

## Source de la traduction
- (jp) Cet article est partiellement ou en totalité issu de l’article de Wikipédia en japonais intitulé « 郡山藩 » (voir la liste des auteurs).